# Tom Heinsohn
Thomas William «Tom» Heinsohn (Jersey City, Nueva Jersey; 26 de agosto de 1934 - Newton, Massachusetts; 10 de noviembre de 2020) fue un jugador y entrenador profesional de baloncesto. Con 2,01 metros de altura, jugaba en la posición de alero. Es miembro del Basketball Hall of Fame como jugador y entrenador. Como jugador ganó 8 anillos de la NBA entre los años 1957 y 1965 con los Boston Celtics, y, como técnico, entrenó al equipo desde 1969 a 1978, y consiguió 2 anillos más.

## Carrera

### Universidad
Nacido en Jersey City, Nueva Jersey, Tom Heinsohn asistió al Instituto St. Michael's en la cercana Union City. Aceptó una beca del Colegio de Holy Cross y se convirtió en el máximo anotador del colegio con 1789 puntos, con un promedio de 22,1 por partido.
Durante su año sénior, anotó en un encuentro 51 puntos contra Boston College, también un récord.

### Profesional
En 1956, Tom Heinsohn firmó por Boston Celtics. Formó parte de la mítica plantilla de los Celtics que ganó ocho campeonatos en nueve años. En su primera temporada, fue All-Star, Rookie del Año y ganó el anillo. Memorables son también sus 37 puntos y 23 rebotes en el séptimo partido de las Finales de aquella temporada, que ayudaron a que Boston ganase ese primer anillo. El día de la retirada de su compañero de equipo Bob Cousy, en 1963, Heinsohn anotó su punto 10 000. Se retiró en 1965.
Ganó un total de 8 anillos de la NBA. En la Historia de la NBA, solo sus compañeros Bill Russell y Sam Jones han ganado más anillos que Tommy en una carrera profesional.
En 9 años de carrera, Heinsohn fue seleccionado para disputar el All-Star en 6 ocasiones. Y en 1966, un año después de su retirada del baloncesto en activo, fue retirado su dorsal número 15.
En 1986 fue incluido en el Basketball Hall of Fame como jugador.

### Entrenador

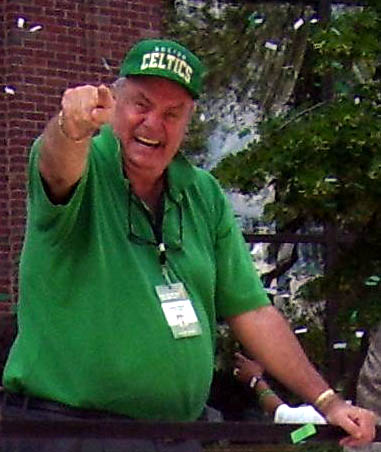
Tom Heinsohn en 2008.

Algunos años después de retirarse como jugador, en 1969, Tommy Heinsohn se convirtió en el entrenador de los Celtics. Durante la campaña 72-73, lideró a su equipo a un récord de 68-14 y fue nombrado Entrenador del Año, y, al año siguiente consiguió el anillo. Dos años después, en la 75-76, los Celtics ganaron de nuevo el campeonato, siendo uno de los 2 equipos en la década de los 70 (junto a los New York Knicks), que consiguieron repetir título.
A mediados de la temporada 77-78, fue reemplazado en el cargo de entrenador por su excompañero Tom "Satch" Sanders.
En 2015 fue incluido en el Basketball Hall of Fame también como entrenador. Se convirtió así en el cuarto miembro, junto a John Wooden, Lenny Wilkens y Bill Sharman, en formar parte del memorial como jugador y entrenador.

## Estadísticas de su carrera en la NBA
|  | Denota temporadas en las que ganó un Campeonato de la NBA |

### Temporada regular
| Año     | Equipo | PJ  | MPP  | %TC  | %TL  | RPP  | APP | PPP  |
| ------- | ------ | --- | ---- | ---- | ---- | ---- | --- | ---- |
| 1956–57 | Boston | 72  | 29.9 | .397 | .790 | 9.8  | 1.6 | 16.2 |
| 1957–58 | Boston | 69  | 32.0 | .382 | .746 | 10.2 | 1.8 | 17.8 |
| 1958–59 | Boston | 66  | 31.7 | .390 | .798 | 9.7  | 2.5 | 18.8 |
| 1959–60 | Boston | 75  | 32.3 | .423 | .733 | 10.6 | 2.3 | 21.7 |
| 1960–61 | Boston | 74  | 30.5 | .400 | .767 | 9.9  | 1.9 | 21.3 |
| 1961–62 | Boston | 79  | 30.2 | .429 | .819 | 9.5  | 2.1 | 22.1 |
| 1962–63 | Boston | 76  | 26.4 | .423 | .835 | 7.5  | 1.3 | 18.9 |
| 1963–64 | Boston | 76  | 26.8 | .398 | .827 | 6.1  | 2.4 | 16.5 |
| 1964–65 | Boston | 67  | 25.5 | .383 | .795 | 6.0  | 2.3 | 13.6 |
| Total   | Total  | 654 | 29.4 | .405 | .790 | 8.8  | 2.0 | 18.6 |

### Playoffs
| Año   | Equipo | PJ  | MPP  | %TC  | %TL  | RPP  | APP | PPP  |
| ----- | ------ | --- | ---- | ---- | ---- | ---- | --- | ---- |
| 1957  | Boston | 10  | 37.0 | .390 | .710 | 11.7 | 2.0 | 22.9 |
| 1958  | Boston | 11  | 31.7 | .351 | .778 | 10.8 | 1.6 | 17.5 |
| 1959  | Boston | 11  | 31.6 | .414 | .661 | 8.9  | 2.9 | 19.9 |
| 1960  | Boston | 13  | 32.5 | .419 | .750 | 9.7  | 2.1 | 21.8 |
| 1961  | Boston | 10  | 29.1 | .408 | .767 | 9.9  | 2.0 | 19.7 |
| 1962  | Boston | 14  | 31.8 | .399 | .763 | 8.2  | 2.4 | 20.7 |
| 1963  | Boston | 13  | 31.8 | .456 | .765 | 8.9  | 1.2 | 24.7 |
| 1964  | Boston | 10  | 30.8 | .389 | .810 | 8.0  | 2.6 | 17.4 |
| 1965  | Boston | 12  | 23.0 | .365 | .625 | 7.0  | 1.9 | 12.7 |
| Total | Total  | 104 | 31.0 | .402 | .743 | 9.2  | 2.1 | 19.8 |

## Logros y reconocimientos
- 8 veces Campeón de la NBA.
- 2 títulos de la NBA como entrenador.
- Rookie del Año de 1957.
- 6 veces All-Star.
- Entrenador del Año de la NBA de 1973.
- Basketball Hall of Fame (como jugador, en 1986).
- Basketball Hall of Fame (como entrenador, en 2015).